# Werner Mück
Werner Mück (* 1. Jänner 1945 in Wien) ist ein österreichischer Journalist und ehemaliger Chefredakteur der Fernsehinformation des ORF. Von 2007 bis 2009 war Werner Mück Geschäftsführer von TW1.

## Stil und Kritik
Politisch sieht sich Mück „fünf Zentimeter rechts der Mitte“. Durch seine Position als Chefredakteur der ORF-Fernsehinformation – ihm unterstanden Sendungen wie die verschiedenen Ausgaben der Zeit im Bild, Report, Thema, Weltjournal und das Wirtschaftsmagazin Eco – galt er als einer der einflussreichsten Journalisten des Landes. Von Seiten der oppositionellen SPÖ wurde ihm Beeinflussung der Nachrichtensendungen zugunsten der regierenden ÖVP und politische Hofberichterstattung vorgeworfen. So soll er weitgehend eigenmächtig die Agenda festgelegt und mehrmals politisch unliebsame Themen aus der aktuellen Fernsehberichterstattung herausgehalten haben. Er berief Frauen in führende Positionen der TV-Information des ORF. Dennoch wurde ihm von seinen Gegnern eine antifeministische Haltung nachgesagt. Verstöße gegen das Objektivitätsgebot konnten ihm allerdings nicht nachgewiesen werden. Er übte seine Funktion als Chefredakteur bis zum Ablauf seines Vertrages mit Jahresende 2006 aus. Eine von Mück angestrengte Beleidigungsklage gegen eine Redakteurin der Branchenzeitung medianet, die Mücks Verhalten mit einem in dem Buch Der Arschloch-Faktor von Robert I. Sutton vorgeschlagenen Test untersucht hatte, endete mit einem Vergleich.

## Publikationen
- Das war unser Jahrhundert 1999/2000
- ZiB-Jahrbuch 2003
- Die zweite Republik 2005
- Mück/Payrleitner/Woschnag: Hinter den Kulissen der EU 2008

## Auszeichnungen
- 2001 Berufstitel Professor[5]

Negativpreise:
- 2007 „Rosa Handtaschl“, verliehen durch das österreichische Frauennetzwerk Medien[6]